# 第一次マイソール戦争
第一次マイソール戦争（だいいちじマイソールせんそう、英語: First Anglo-Mysore War、カンナダ語: ಒಂದನೆಯ ಮೈಸೂರು ಯುದ್ಧ）は、1767年から1769年にかけて、イギリス東インド会社とマイソール王国との間で南インドにおいて行われた戦争。

## 背景

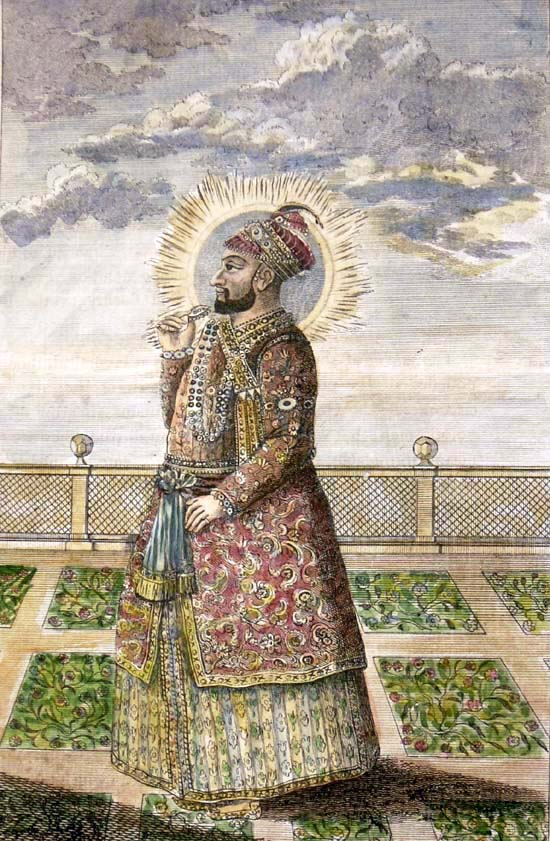
ハイダル・アリー

マイソール王国のある南インドは古来から季節風貿易での莫大な利益により潤っており、土地も豊かであった。1761年6月以降、同国ではムスリム軍人のハイダル・アリーが実権を握り、 ヒンドゥーのオデヤ朝の王は有名無実化していた。
そのころ、1757年にイギリス東インド会社はベンガル太守をプラッシーの戦いで破り、1764年にはムガル帝国、アワド太守、ベンガル太守をブクサールの戦いで破った。翌1765年にはベンガル・ビハール・オリッサのディーワーニー（行政徴税権）を得ることに成功し、植民地の拡張を目指して次にこの地を支配するべく機会を狙っていた。
ハイダル・アリーは以前より、カルナータカ太守のムハンマド・アリー・ハーンがイギリスと同盟してマドラスを使用させていることに不満で、そのうえデカンのマラーター王国やニザーム王国などがイギリスと協力関係を結び、マイソール王国の近隣を取り巻いていることも不満だった。
こうした情勢により、南インドでは不穏な空気が漂い、一触即発の状態だった。

## 戦争の勃発
1766年11月にマラーター王国宰相マーダヴ・ラーオは再びマイソール王国へ遠征を行い、1767年1月にその領土に侵攻した。これを第一次マイソール戦争の開戦とする場合がある。
3月4日、マラーター軍はマドゥギリを攻略し、5月に彼は帰還した。そののち、マイソール王国のハイダル・アリーはこの脅威に対抗すべく、ニザーム王国のニザーム・アリー・ハーンと同盟を結んだ。
すでに、1766年11月にニザーム王国はイギリスと友好条約を結んでいたが、これを反故にする形となった。5月にイギリス側のジョセフ・スミスはこの同盟の情報を知った。
そして、8月にハイダル・アリーはカルナータカ地方政権の領土（タミル地方）に侵攻し、イギリスの拠点たるマドラスを目指した。これが第一次マイソール戦争の開戦であったとする場合がある。

## 戦争の経過
戦端が開かれると、マイソール側の攻撃は想像以上に凄まじく、事態はイギリスの思うようには進まず、同盟軍は各個撃退されていった。イギリスの見積もりによると、マイソールとニザームの連合軍はおよそ7万であった。
同年9月21日、ハイダル・アリーはカーヴェーリパッティナムにいたジョセフ・スミスを迎え撃つため、ティルヴァンナーマライでイギリス軍を破った（ティルヴァンナーマライの戦い）。このとき、季節はモンスーンに突入していた。
同年11月、ハイダル・アリーはモンスーンさながら、イギリスの籠城するアンブールを攻撃した（アンブール包囲戦）。城塞の守備隊は降伏しようとせず、12月にイギリスの援軍が到着するまで耐えた。
1768年初頭、ボンベイのイギリス東インド会社はマイソール王国の支配するマラバール海岸のを攻撃するため、遠征軍を派遣した。ハイダル・アリーはマンガロールに艦隊を編成しており、その指揮官ルトフ・アリー・ハーンがその迎撃にあたったが、2月にマンガロールは占領された。
一方、イギリスの圧迫を受けて不利に陥っていたニザーム王国は、同年2月23日に新たな友好条約（マスリパタム条約）を結ばざるを得ず、戦線を離脱していた。
だが、ハイダル・アリーの息子ティプー・スルターンは父の援助を得て、まもなくマンガロールを奪回した。また、彼はイギリスに味方したマラバールのナイルら（カーストの一つ）に追徴税を課した。
とはいえ、ハイダル・アリー自身は北方のマラーター勢力と戦わなければならず、カルナータカ地方を離れなければならなかった。その間、イギリスはマイソール側の占領地の多くを奪回した。
マラーターの指揮官ムラーリー・ラーオとイギリスのジョゼフ・スミスは連携を取り、8月にホースコーテで合流し、彼らはマイソール領バンガロールの奪取を試みた。同月8日、ハイダル・アリーはマラバール方面からバンガロールへと帰還し、22日にホースコーテのマラーターの陣に攻撃を仕掛けたが、大きな損害を出して敗退した。
その後、ハイダル・アリーはイギリスに対抗するため、バンガロールからグッラムコンダへと向かったが、その際にイギリスとの講和を考えた。だが、イギリスと折り合いがつかず、ムハンマド・アリー・ハーンの扱いに関しても同様であった彼は戦争が始まる以前からの両者の対立により、ムハンマド・アリー・ハーンを強く嫌っていた。
10月3日、ハイダル・アリーはグッラムコンダからバンガロールへと引き返すさなか、ホースコーテの近郊ムルバガルにいたイギリス軍を攻撃しようとした。翌4日、マイソール軍はムルバガルの救援に駆けつけたジョン・ウッド率いるイギリス側の援軍と戦闘になり、これに勝利した。

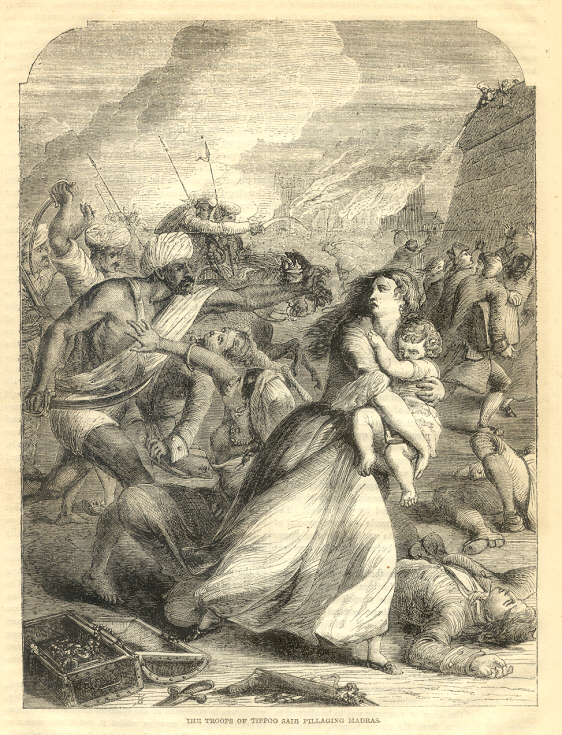
マドラスを襲うマイソール軍

11月22日から23日にかけて、マイソール軍はジョン・ウッドが逃げていたバガルールを攻め、追われたウッドはヴェンカタギリへと逃げざるを得なかった。
また、同月にハイダル・アリーは軍を二つに分け、ガーツ山脈に縦断して移動し、カルナータカ地方へと移動した。彼はイーロードゥへと向かう途中、イギリス側の捕虜を王国の首都シュリーランガパッタナへと送った。
そして、1769年3月末、ハイダル・アリーは6000の騎兵とイギリスの南インドの拠点であるマドラスを包囲し、マドラス城の城門まで攻め寄せた。
これに驚いたイギリスは戦争を終わらせるべく、マイソール側との交渉による事態の打開を図り、4月3日に相互の占領地と捕虜の返還などを定めたマドラス条約を結んで講和した。